# Enxadrista prodígio

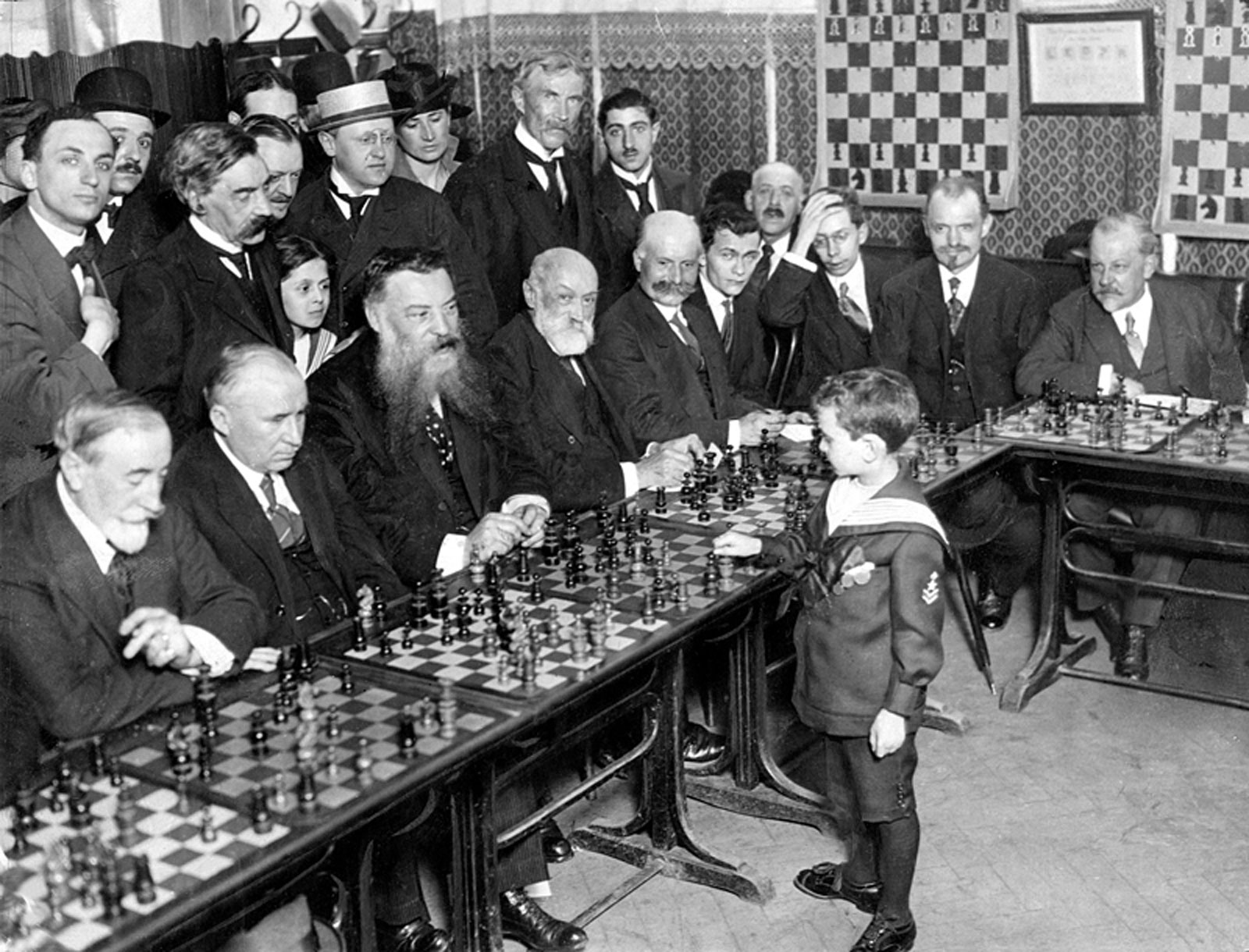
Samuel Reshevsky, aos oito anos, Nova York - 1919

Um prodígio do xadrez é uma criança que possui uma aptidão para o xadrez que excede em muito o que se poderia esperar de sua idade. Seu talento prodigioso muitas vezes lhes permite derrotar jogadores adultos experientes e até mestres de xadrez titulados. Alguns prodígios do xadrez progrediram e se tornaram campeões mundiais de xadrez.

## Os primeiros prodígios do xadrez
Os primeiros prodígios do xadrez incluíram Paul Morphy (1837–1884) e José Raúl Capablanca (1888–1942), ambos os quais venceram partidas contra fortes oponentes adultos aos 12 anos de idade, e Samuel Reshevsky (1911–1992), que estava dando exibições simultâneas aos seis anos de idade. Morphy se tornou o principal jogador do mundo antes que o título formal de Campeão do Mundo existisse. Capablanca se tornou o terceiro campeão mundial e Reshevsky - embora nunca tenha conquistado o título - esteve entre os jogadores de elite do mundo por muitas décadas.
Arturo Pomar (1931–2016) foi outra criança a ser rotulada como prodígio pelos escritores de xadrez.  Ele jogou seu primeiro torneio internacional (Madrid 1943) aos 11 anos e se tornou o primeiro grande mestre da Espanha.

## Mais jovem a derrotar um grande mestre
Muitas vezes há atenção generalizada quando um jovem jogador derrota um Grande Mestre, seja em um jogo de torneio padrão ou em condições menos formais.

### Condições formais
O jogador mais jovem a derrotar um grande mestre sob controles de tempo padrão é Awonder Liang, que em 2012 derrotou Larry Kaufman no Washington International com 9 anos e 111 dias de idade.
O recorde anterior foi estabelecido em 2009, quando Hetul Shah derrotou o GM Nurlan Ibrayev aos nove anos e meio no Parsvnath Open. 

### Condições informais
Em 1999, David Howell derrotou John Nunn em um jogo de blitz aos 8 anos de idade.
Em 1976, Nigel Short, com dez anos, venceu Viktor Korchnoi como participante de uma exibição simultânea, única partida que Korchnoi perdeu naquele evento.
Em março de 2021, Frederick Waldhausen Gordon, de 10 anos, da Escócia, venceu o GM Bogdan Lalic em um jogo rápido online 10+5 no ECF Grand Prix Rapid Event 1 realizado no site lichess.org.  
Em agosto de 2020, Tanitoluwa Adewumi, de 9 anos, um refugiado da Nigéria, vivendo nos Estados Unidos, derrotou o GM Hikaru Nakamura em uma partida blitz no chess.com.

## Lista de grandes mestres mais jovens
Desde 1950, quando o título de Grande Mestre (GM) foi introduzido pela FIDE, a medida dos prodígios do xadrez passou a ser a idade em que eles ganham o título de GM. Abaixo estão os jogadores que detiveram o recorde de grande mestre mais jovem. O recorde é atualmente mantido por Abhimanyu Mishra. A idade listada é a idade em que eles se qualificaram para o título. Isso não é igual à idade em que eles se tornaram oficialmente grandes mestres, porque os títulos de GM só podem ser concedidos em congressos da FIDE. Obs.: a nacionalidade listada é a nacionalidade do jogador no momento da obtenção do título, não a nacionalidade atual ou posterior.
| Ano  | Jogador           | País            | Idade                      |
| ---- | ----------------- | --------------- | -------------------------- |
| 1950 | David Bronstein   | União Soviética | 26 anos                    |
| 1952 | Tigran Petrosian  | União Soviética | 23 anos                    |
| 1955 | Boris Spassky     | União Soviética | 18 anos                    |
| 1958 | Bobby Fischer     | Estados Unidos  | 15 anos, 6 meses, 1 dia    |
| 1991 | Judit Polgár      | Hungria         | 15 anos, 4 meses, 28 dias  |
| 1994 | Péter Lékó        | Hungria         | 14 anos, 4 meses, 22 dias  |
| 1997 | Etienne Bacrot    | França          | 14 anos, 2 meses, 0 dias   |
| 1997 | Ruslan Ponomariov | Ucrânia         | 14 anos, 0 meses, 17 dias  |
| 1999 | Bu Xiangzhi       | China           | 13 anos, 10 meses, 13 dias |
| 2002 | Sergey Karjakin   | Ucrânia         | 12 anos, 7 meses, 0 dias   |
| 2021 | Abhimanyu Mishra  | Estados Unidos  | 12 anos, 4 meses, 25 dias  |

Esta é uma lista dos jogadores que se tornaram Grandes Mestres antes de completarem 14 anos.
| Jogador                   | País           | Idade                      | Ano de Nascimento |
| ------------------------- | -------------- | -------------------------- | ----------------- |
| Abhimanyu Mishra          | Estados Unidos | 12 anos, 4 meses, 25 dias  | 2009              |
| Sergey Karjakin           | Ucrânia        | 12 anos, 7 meses, 0 dias   | 1990              |
| Gukesh Dommaraju          | Índia          | 12 anos, 7 meses, 17 dias  | 2006              |
| Javokhir Sindarov         | Uzbequistão    | 12 anos, 10 meses, 5 dias  | 2005              |
| Praggnanandhaa Rameshbabu | Índia          | 12 anos, 10 meses, 13 dias | 2005              |
| Nodirbek Abdusattorov     | Uzbequistão    | 13 anos, 1 mês, 11 dias    | 2004              |
| Parimarjan Negi           | Índia          | 13 anos, 4 meses, 22 dias  | 1993              |
| Magnus Carlsen            | Noruega        | 13 anos, 4 meses, 27 dias  | 1990              |
| Wei Yi                    | China          | 13 anos, 8 meses, 23 dias  | 1999              |
| Raunak Sadhwani           | Índia          | 13 anos, 9 meses, 28 dias  | 2005              |
| Bu Xiangzhi               | China          | 13 anos, 10 meses, 13 dias | 1985              |
| Samuel Sevian             | Estados Unidos | 13 anos, 10 meses, 27 dias | 2000              |
| Richard Rapport           | Hungria        | 13 anos, 11 meses, 6 dias  | 1996              |

Nota: Karjakin e Rapport mudaram de federação desde que obtiveram o título de grande mestre.

### Lista das mais jovens grandes mestres
Abaixo estão as detentoras do recorde da jogadora mais jovem a se tornar grande mestre (não confundir com o título Grande Mestre Feminina (WGM)):
| Ano  | Jogador             | País            | Idade            |
| ---- | ------------------- | --------------- | ---------------- |
| 1978 | Nona Gaprindashvili | União Soviética | 37 anos          |
| 1984 | Maia Chiburdanidze  | União Soviética | 23 anos          |
| 1991 | Susan Polgar        | Hungria         | 21 anos          |
| 1991 | Judit Polgár        | Hungria         | 15 anos, 4 meses |
| 2002 | Humpy Koneru        | Índia           | 15 anos 1 mês    |
| 2008 | Hou Yifan           | China           | 14 anos, 6 meses |